# スケール因子 (宇宙論)
宇宙論におけるスケール因子（スケールいんし、英: scale factor）は、しばしば宇宙膨張因子、あるいは単に膨張因子、さらにはフリードマン方程式におけるフリードマン・ルメートル・ロバートソン・ウォーカー計量（FLRW 計量）パラメータとも呼ばれ、膨張する宇宙の計量における時間の関数である。これは 2 つの物体間、例えばハッブルの法則に従って離れていく 2 つの銀河団間などの固有の距離（時間とともに変化できるが、一定となる共動距離とは異なる）と関係する。ある基準となる時刻 {\displaystyle t_{0}} での距離に対して任意の時刻 {\displaystyle t} での FLRW 計量の宇宙膨張をいう。これは次式で与えられる。
{\displaystyle d(t)=a(t)d_{0}.\,}
ここで、{\displaystyle d(t)} はある時刻 {\displaystyle t} での固有距離、{\displaystyle d_{0}} は 基準とする時刻 {\displaystyle t_{0}} での距離で、{\displaystyle a(t)} がスケール因子である。この定義により、{\displaystyle a(t_{0})=1} となる。
スケール因子は無次元量であり、宇宙誕生からの時刻 {\displaystyle t} 、宇宙の年齢を表す {\displaystyle t_{0}} = 137.98±0.37 億年（2013年現在）を用いて、現在の {\displaystyle a} の値は {\displaystyle a(t_{0})} または {\displaystyle 1} と与えられている。
ダイナミックな問いであるスケール因子の進化は一般相対性理論の方程式で決定され、これは宇宙が局所的に等方的で均質な場合のフリードマン方程式により表される。
ハッブル定数は以下のように定義される。：
{\displaystyle H\equiv {{\dot {a}}(t) \over a(t)}}
ここで、{\displaystyle a} の上付きの点は 時間微分である。
前述の式 {\displaystyle d(t)=d_{0}a(t)} から、{\displaystyle {\dot {d}}(t)=d_{0}{\dot {a}}(t)} とみなすことができ、また {\displaystyle d_{0}={\frac {d(t)}{a(t)}}} でもあることから、これらを組み合わせて {\displaystyle {\dot {d}}(t)={\frac {d(t){\dot {a}}(t)}{a(t)}}} が与えられ、上記のハッブルパラメータの定義に代入すれば、 {\displaystyle {\dot {d}}(t)=Hd(t)} となり、これはハッブル則である。
現在の観測結果による証拠は、宇宙の膨張率が加速していることを示唆している。このことはスケール因子の2階微分 {\displaystyle {\ddot {a}}(t)} が正であることを意味する。または、1階微分 {\displaystyle {\dot {a}}(t)} が時間を追って増大していることと等価であることを示す。あるいは、任意の銀河が時間を追って速さを増し我々から遠ざかっていること、すなわち銀河の {\displaystyle {\dot {d}}(t)} が時間を掛けて増大していることを意味している。対照的に、ハッブル定数は時間とともに“減少”しているようにみえる。これは我々が“固定された”距離 d から別々の銀河の列がこの距離を通過するのを眺めた場合、先に進んでいた銀河よりも小さい速度で後からの銀河が進んでいくように見えることになる。
膨張宇宙モデルとして使われるフリードマン・ルメートル・ロバートソン・ウォーカー計量によれば、現在の時刻に赤方偏移 z を示す遠く離れた物体からの光が届くと、もともとの光を放射している物体のその時刻でのスケールファクタは {\displaystyle a(t)={\frac {1}{1+z}}} となる。